# Костино (Красноярский край)
Костино — деревня в Туруханском районе Красноярского края, находится на межселенной территории.

## Географическое положение
Деревня находится примерно в 52 км от центра района — села Туруханск, на правом берегу Енисея.

## Климат
Климат резко континентальный, субарктический. Зима продолжительная. Средняя температура января −30˚С, −36˚С. Лето умеренно тёплое. Средняя температура июля от +13˚С до +18˚С. Продолжительность безморозного периода 73 — 76 суток. Осадки преимущественно летние, количество их колеблется от 400—600 мм.

## История
Деревня основана в 1810 году ссыльнопоселенцем Минусинского уезда Сидором Михайловичем Чалкиным. По словам Калисы Петровны Канаевой (Самойловой), которая происходит из рода Чалкиных, он был сослан из Казани в кандалах в Туруханский край за то, что «был большим хулиганом. Пять раз его отправляли в низовья Енисея, и каждый раз он бежал из туруханской ссылки. Полицейским надоело возвращать его к месту проживания. Однажды они высадили его в Пескино прямо на плёс (мелководье). Там стояли чумы местного населения. Чалкин женился на женщине из племени кеты». Предположительно С. И. Чалкин с семьёй переселился от места, где стояли чумы, и то место, где он вновь поселился, и назвал Костино.
Официальной датой основания Костино считается 1810 год. Из учреждений обслуживания в деревне имеются: начальная школа, детский сад, клуб, библиотека-филиал № 20, сельсовет, ФАП и один магазин. Градообразующее предприятие одно — производственный участок ТР МУП «Туруханскэнерго».
В 1913 году в деревне отбывал ссылку Иосиф Сталин, которого впоследствии переправили на левый берег Енисея, в поселок Курейка.

## Население
| 2010 |
| ---- |
| 21   |

Постоянное население деревни 55 чел. (2006).